# Zöld Zóna (film)

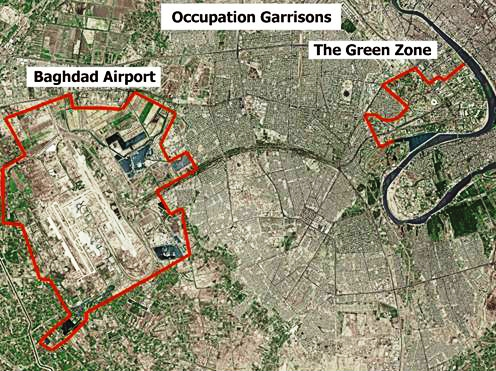
A Zöld Zóna Bagdadban

A Zöld Zóna (Green Zone) 2010-ben bemutatott amerikai háborús akciófilm Paul Greengrass rendezésében. A film alapjául Rajiv Chandrasekaran újságíró 2006-os Imperial Life in the Emerald City könyve szolgált, a forgatókönyvet Brian Helgeland írta.
Az Irakban játszódó történet Bagdad Zöld Zónáját mutatja be. A főszerepekben Matt Damon, Amy Ryan, Greg Kinnear, Brendan Gleeson.
A filmet 2008 januárjában kezdték el forgatni.
Ausztráliában és Oroszországban 2010. március 11-én, az Amerikai Egyesült Államokban 2010. március 12-én mutatták be.
Magyarországi bemutatója: 2010. június 3.

## Cselekmény
|  | Alább a cselekmény részletei következnek! |

2003-ban az amerikai hadsereg megkezdi a Bagdad elleni támadást. Szaddám Huszein uralmának vége.
Al-Rawi (Yigal Naor) tábornok, az iraki hadsereg egyik vezetője elmenekül, de Bagdadban rejtőzik, és találkozik támogatóival, akik hűségükről biztosítják.
Az amerikai hadsereg egyik altisztje, Miller főtörzszászlós (Matt Damon) sokadik alkalommal is olyan helyszínre érkezik csapatával, ahol a hírszerzés szerint tömegpusztító fegyverek találhatók (biológiai vagy vegyi fegyverek), ezeknek azonban nyomát sem találják. Miller szerint az informátor hamis információkat szállít, és ennek a véleményének egy eligazításon hangot is ad, azonban parancsnokai nem hallgatnak rá.
Egy újságírónő a tömegpusztító fegyverekről ír cikkeket a Wall Street Journalbe.
Az amerikai kormányt képviselő külügyminisztériumi tisztviselő meg van győződve a fegyverek meglétéről, de bizalmas forrását senkinek nem fedi fel.
A CIA szerint az iraki hadsereget nem szabad feloszlatni, mert akkor zűrzavar és polgárháború tör ki Irakban, azonban a külügy másképp gondolja.
Egy utcai járókelő bejelentése alapján, aki egy közeli házban látta Al Rawi tábornokot (Yigal Naor) többedmagával tanácskozni, Miller és csapata kivonul a helyszínre, azonban mire odaérnek, a férfi eltávozik. Néhány jelenlévőt elfognak, azonban amikor ezeket ki akarják hallgatni, három helikopteren megérkeznek az amerikai kommandósok, és magukkal viszik a foglyokat. Egy jegyzetfüzet is szóba kerül, ami az egyik fogolynál volt, ez azonban Millernél van, aki nem akarja a füzetet átadni, ezért átmenetileg a bejelentő zsebébe csúsztatja, akitől később visszaveszi. Kiderül, hogy a férfi elvesztette a fél lábát az iraki-iráni háborúban.
Millert az eligazítás után megkeresi a CIA-összekötője, és segítséget ajánl neki. Miller később neki átadja a jegyzetfüzetet, ami Al-Rawi búvóhelyeit és egyéb adatokat tartalmaz.
A külügy embere nem akar Al-Rawival tárgyalni és utasítást ad a kommandósoknak a politikus likvidálására. Miller hamarabb megtalálja Al-Rawit, aki rövid beszélgetés után elmenekül, mivel az épületet, ahol vannak, körülvették a kommandósok. Al-Rawi gyalogosan menekül, a kommandósokat azonban helikopteres felderítők is segítik, akik követik és jelentik Al-Rawi mozgását. Az irakiak egy vállról indítható rakétával lelövik az egyik amerikai helikoptert.
A kommandósok parancsnoka és Miller szinte egyszerre találják meg Al-Rawit. A kommandóst lelövi egy iraki, Al-Rawit pedig az őt először észrevevő járókelő lövi le, aki idáig követte az amerikaiak mozgását.
Miller egy jelentésben leleplezi az állítólagos tömegpusztító fegyverekkel kapcsolatos hazugságot, és egy csomó újságnak elküldi e-mailben. A külügy tisztviselőjének szóban mondja el, hogy hazugnak tartja.
A „Zöld Zóna” a Bagdadban amerikaiak által létrehozott biztonsági zóna elnevezése.
|  | Itt a vége a cselekmény részletezésének! |

## Szereplők
- Miller (Matt Damon)
- Clark Poundstone (Greg Kinnear)
- Al Rawi (Yigal Naor)
- Seyyed Hamza (Said Faraj)
- Ayad Hamza (Aymen Hamdouchi)
- Perry (Nicoye Banks)
- Lawrie Dayne (Amy Ryan)

## Forgatási helyszínek
Anglia, Spanyolország és Marokkó voltak a forgatási helyszínek.